# Biorhiza pallida
Espèce
Biorhiza pallida (le Cynips de la pomme du chêne) est une espèce d'insectes hyménoptères de la famille des Cynipidae. Cette espèce appartenant à la tribu des Cynipini a la propriété d'induire la formation de galles dites « pommes de chêne » sur les chênes (Quercus spp.).

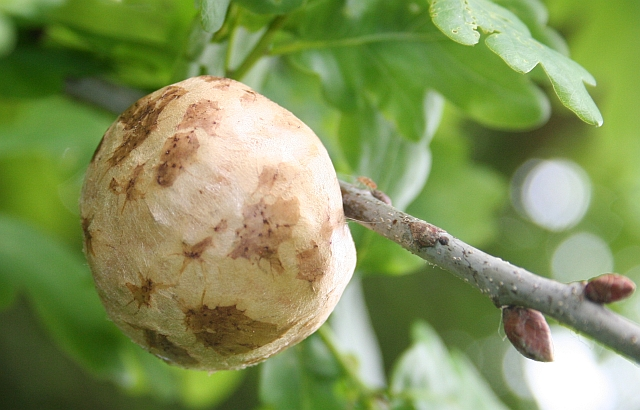
Galle « pomme de chêne », dans laquelle se développent les larves.

## Distribution et habitat
Biorhiza pallida vit sur les chênes. Son aire de répartition couvre une majeure partie de l'Europe.